# Colasposoma iturianum
Colasposoma iturianum é uma espécie de escaravelho de folha no genus Colasposoma, descrito por Weise em 1912 na República Democrática do Congo.